# Karolina Proniewska
Karolina Anna Proniewska, lit. Karolina Praniauskaitė (ur. 18 stycznia 1828 w majątku Padurbin pod Telszami, zm. 26 maja 1859 w Ucianie  ) – żmudzka poetka i tłumaczka. Pisała wiersze po polsku, tłumaczyła także polską poezję na język litewski. Uważana jest za pierwszą poetkę litewską .

## Życiorys
Urodziła się w rodzinie Teofila Proniewskiego i Eleonory z Dobszewiczów, w majątku Padurbin  (Padurbinys ) na Żmudzi. Po śmierci ojca przeniosła się z matką do Telsz. Była samoukiem , zaczęła tworzyć wiersze w wieku siedmiu lat. Kilka lat prowadziła tajne nauczanie dzieci .

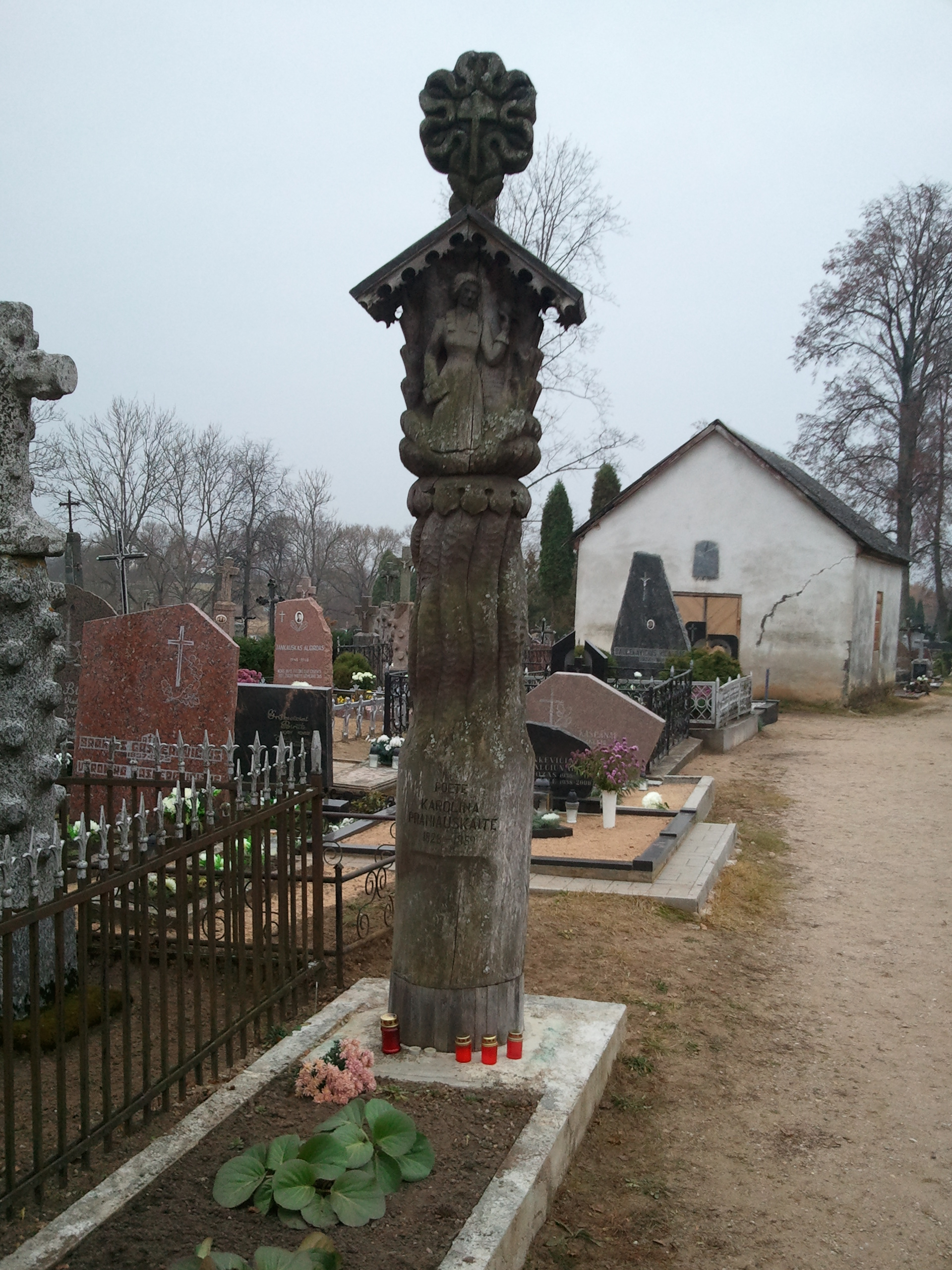
Kapliczka upamiętniająca Proniewską (cmentarz w Ucianie).

W 1858 przeniosła się z matką do Uciany. Od 1855 przyjaźniła się z Antanasem Baranauskasem , z którym rozmawiała na temat poezji romantycznej oraz znaczenia folkloru i języka ojczystego. Zachęciła młodego poetę, który dotychczas tworzył po polsku, by zaczął pisać po litewsku (swoim języku ojczystym) oraz kontynuował spisywanie litewskich pieśni ludowych. Pomogła mu także wstąpić do seminarium duchownego w Worniach , gdzie wykładał jej brat. Baranuskas z kolei zadedykował jej wiersz Śpiewaczce Żmudzi, uroczej krainy, który ukazał się później w czasopiśmie „Teka Wileńska” (1857) .
Zmarła po ciężkiej chorobie 26 maja 1859 w Ucianie, gdzie została pochowana . Na miejscowym cmentarzu znajduje się kapliczka upamiętniająca Proniewską .

## Twórczość
Tworzyła poezję sentymentalną. Jej wiersze obfitują w nawiązania biblijne , częsty jest także motyw sieroty  .
Proniewska była postrzegana jako natchniona poetka : Teodor Tripplin wspomniał w Dzienniku podróży po Litwie i Żmudzi odbytej w 1856 roku, że „się zjawiła na horyzoncie Żmudzkim w Telszach młoda wieszczka, wszyscy tylko o niej rozmawiają” . Jej prace były znane na Żmudzi dzięki odpisom .
Znała biegle język litewski. Tłumaczyła polskie utwory, w tym fragment Witoloraudy Józefa Ignacego Kraszewskiego , istotny dla historii literatury litewskiej , oraz przekładała swoje wiersze. Była pierwszą kobietą, która publikowała wiersze na Żmudzi tak po polsku, jak i po litewsku. Po raz pierwszy jej wiersze dotarły do szerszego grona w 1856, dzięki publikacjom w „Gazecie Warszawskiej” i „Kronice Wiadomości Krajowych i Zagranicznych” . Ceniła Jadwigę Łuszczewską  , którą nazwała „siostrą swoją drogą” i poświęciła jej kilka utworów (Deotyma. Improwizacja, Do Deotymy). Twórczość obu poetek była często zestawiana przez współczesnych . Proniewska dedykowała także wiersze Baranauskasowi (Do młodego poety) . Wsparła również Władysława Syrokomlę, gdy jego poemat Margier spotkał się z negatywną recepcją, pisząc dla poety wiersz Cel pieśni (1856) .
Kilka jej wierszy ukazało się w periodyku „Teka Wileńska” (1857–1858) . W zbiorze Piosneczki Karoliny Proniewskiej Bogu na chwałę, na pamiątkę przyjaciołom (1858) ukazały się wiersze z lat 1848–1849 oraz 1855–1858 . W publikacji znalazły się tak utwory religijne dotyczące świętych i świąt kościelnych, jak i wiersze poświęcone Adamowi Mickiewiczowi (Do Wieszcza naszej ziemi…, Tren), utwory okolicznościowe dla znajomych oraz żartobliwe liryki (Mazurek, Krakowiak)  .